# FCスカ・ブラジル
FCスカ・ブラジル(ポルトガル語: Futebol Clube SKA Brasil)、旧オザスコFC (ポルトガル語: Osasco Futebol Clube) は、ブラジルのサンパウロ州サンタナ・デ・パルナイバ市を本拠地とするサッカークラブである。

## 歴史
このクラブは1971年1月7日にモンテネグロFC (Monte Negro Futebol Clube) として創立され、カンピオナート・パウリスタ (サンパウロ州選手権) セリエA3に参戦した1979年にプロ化した。モンテネグロFCとしては1992年のカンペオナート・パウリスタ・セグンダ・ジヴィゾン (4部) への参戦が最後となった。数度の財政危機の後、1992年12月8日にオザスコFCとして再度設立された。
2019年6月13日、オザスコFCはFCスカ・ブラジルに改名。

## スタジアム
FCスカ・ブラジルのホームスタジアムは、サンタナ・デ・パルナイバにある、イスタジオ・ムニシパル・ペレフェイト・ガブリエウ・マルケス・ダ・シウバ である。このスタジアムの収容人数は7,500人である。